# 根上隕石
根上隕石(ねあがりいんせき)は、1995年2月18日の23時55分頃、石川県能美市（旧根上町）に落下した隕石。
落下の様子は石川県と富山県で目撃された。一般民家の敷地に落下し、日本国内では　普通乗用車を直撃した唯一の隕石。乗用車に衝突した際に分裂し、大小合わせて4つの破片と細かい小片、合計420gほどが回収された（衝突前は500gほどだったと推測されている）。
落下の翌日、発見者が気づいたため、わずか2.7日後に測定が行われた（これは日本最速の記録である）。その結果、スカンジウム44m(半減期2.44日)などの宇宙線生成放射性核種が検出されている。隕石はコンドライト質で、最も変成が進んだL6型に分類される。
能美市根上学習センター「子ども宇宙科学室」には隕石のレプリカと直撃された乗用車が展示されている。また、落下現場付近に記念碑が建てられている。
隕石が落下した乗用車は富士重工業のスバル・レオーネ(3代目モデル)であった。トランクパネルに損傷があったものの燃料タンクには影響が無かった。